# Tazoudasaurus
Tazoudasaurus is een geslacht van sauropode dinosauriërs behorend tot de klade Gravisauria, dat tijdens het midden tot late Onder-Jura (Pliensbachien-Toarcien, ca. 190,8 - 174,1 miljoen jaar geleden (Ma)) leefde in Marokko. De enige benoemde soort is Tazoudasaurus naimi.

## Vondst en naamgeving
Meer dan zeshonderd beenderen van minstens tien jonge tot volwassen individuen van Tazoudasaurus werden in 2000 door een team wetenschappers uit Frankrijk, Zwitserland, Noord-Afrika en de Verenigde Staten ontdekt in de Douar de Tazouda, dicht bij het dorp Toundoute in de provincie Quarzazate (Hoge Atlas van Marokko). De geslachtsnaam Tazoudasaurus verwijst naar de vindplaats Douar of Tazouda, het achtervoegsel saurus is afgeleid van het Griekse sauros (hagedis). De soortaanduiding naimi is afgeleid van het Arabisch voor 'slank', om de voor een sauropode kleine lichaamsomvang te benadrukken.
De vondsten zijn het resultaat van het in 1999 opgestarte Dinoatlas Project waarin men gedurende vijf jaar nieuw veldwerk uitvoerde in de Jurasedimenten van de Hoge Atlas in Marokko. De resultaten van dit project zijn de enige die het gebrek aan nieuwe gegevens van de Afrikaanse dinosauriërfauna uit deze periode aanvullen, buiten dan het onderzoek dat verricht werd naar eerder verzamelde beenderen in het Afrikaanse Jura. Het Dinoatlas Project leverde twee nieuwe taxa op : de vulcanodontide Tazoudasaurus en de abelisauroïde Berberosaurus. De wetenschappelijke papers volgend uit het project werden ondersteund door de National Geographic Society, de Agence Universitaire de la Francophonie, het Ministry of Energy and Mines of Morocco en de Fondation des Treilles. Het Museum voor Natuurlijke Historie van Marrakech was op verschillende gebieden zeer ondersteunend en behulpzaam.

## Geologie
De beenderen van Tazoudasaurus werden aangetroffen in de onderste (vindplaats To2 of A) en bovenste (vindplaatsen To1/Pt of B en To1') beenderlagen van de Toundoute continental series uit het midden tot late Onder-Jura (Pliensbachien-Toarcien) van de Douar de Tazouda, dicht bij het dorp Toundoute in de provincie Quarzazate (Hoge Atlas van Marokko). De Toundoute continental series is een pakket continentale afzettingen dat mariene dolomietlagen van dezelfde ouderdom als de Lias Group van Europa concordant bedekt en is het stratigrafisch equivalent van de Azilalformatie en van de Wazzantformatie (Toarcien tot Vroeg-Aalenien). Vindplaats A bevindt zich in een conglomeraat zandsteen in een fossiele stroombedding. Vindplaats B bevindt zich in fijnkorrelige zandsteen en is een fossiele modderstroom die gevormd werd toen een rivier buiten haar oevers trad. Het is dertig meter boven vindplaats A gesitueerd.

## Beschrijving
Uitmuntende fossilisatie en preservatie en een overvloed aan osteologische gegevens van de ons momenteel bekende Tazoudasaurus-specimina maken een gedetailleerde reconstructie van het volledige skelet mogelijk, de schedel uitgezonderd. Het skelet, dat nagenoeg volledig bekend is, vertegenwoordigt een combinatie van plesiomorfe en apomorfe sauropodomorfe kenmerken.

### Grootte
Volgens The Princeton Fuild Guide to Dinosaurs (Paul, 2016) had Tazoudasaurus naimi een lengte van circa 10 meter en een gewicht van circa 3,7 ton in het volwassen stadium.

### Holotype en onderscheidende kenmerken
De beenderen van het holotype zijn afkomstig van één individu. Ze bestaan uit de linkeronderkaak (CPSGM To1-275), het linkerpostorbitaal been (CPSGM To1), het rechtervierkantsbeen (CPSGM To1), een tand (CPSGM To1-20), drie ruggenwervels in anatomisch verband uit het midden van de wervelkolom (CPSGM To1-38), een distale chevron (CPSGM To1-129), het rechterschaambeen (CPSGM To1-103), het rechtersprongbeen (CPSGM To1-31), het laatste kootje van een tweede teen (CPSGM To1-114) en het tweede middenvoetsbeen van de linkervoet (CPSGM To1-265).
Tazoudasaurus vertoont de volgende onderscheidende kenmerken (autapomorfieën): uit de posterodorsale rand van het postorbitaal been steekt een dunne benige plaat, het foramen magnum (het achterhoofdsgat) is ellipsvormig en staat verticaal, de presacrale wervels hebben geen lamina centropostzygapophysealis, de achterste chevrons zijn vooraan verbonden en achteraan gevorkt en hebben niet-samengegroeide voorste en achterste uitsteeksels, de rangschikking van de vingerkootjes is 2-3-2-2-2 en op het voorste oppervlak van het proximale uiteinde van middenvoetsbeen IV bevindt zich een mediale knobbel.

#### Schedel
Van de schedel is weinig bekend. Men vond enkel losse fragmenten van het schedeldak en van de hersenpan.
Het voorhoofdsbeen is vooraan gebroken en het parietaal been (wandbeen) achteraan, en deze zijn dus onvolledig. De meeste contactpunten met de omliggende beenderen zijn beschadigd waardoor de ligging ten opzichte van het postorbitaal been, het squamosum, het prefrontaal been en het supraoccipitaal been onduidelijk is. Het wandbeen heeft geen voorlangs uitsteeksel dat met het postorbitaal been contact maakt. Dit is een kenmerk van "Prosauropoda". Het postorbitaal been maakt achteraan contact met het squamosum door middel van een dunne, brede benige plaat die waarschijnlijk het voorste uitsteeksel van het squamosum zijdelings overlapte. Dit kenmerk verschilt van de typische slisverbinding tussen postorbitaal been en squamosum bij andere sauropoden. In achteraanzicht is het bovenste twee derde van de schacht van het vierkantsbeen licht zijdelings gebogen, zoals bij Plateosaurus. Het oppervlak van het vierkantsbeen is achteraan vlak tot bijna convex overlangs en mist de fossa (groeve), welke in andere sauropoden wel aanwezig is.

#### Onderkaak
Van Tazoudasaurus werd een volledige linkeronderkaak (CPSGM To1-275), het middelste deel van het rechterdentarium en het voorste gedeelte van het linkerdentarium van een ander individu (MHNM To1-223) gevonden. De linkeronderkaak is verpletterd te hoogte van de laatste drie tandkassen. Het achterste gedeelte van het tandbeen en het grootste deel van het spleniaal been zijn beschadigd. Het achterste deel van de onderkaak, het angulair been, het pre-articulair been en het surangulair been inbegrepen, staat ongeveer 45° dorsaal gedraaid ten opzichte van de tandenrij, maar het is niet vervormd en de samenstellende beenderen zijn nog in anatomisch verband.
Zoals bij andere sauropoden bevond het kaakgewricht zich vermoedelijk onder het niveau van de tandenrij. Het coronoïd en het os articulare zijn niet gepreserveerd. De symfyse (samengroeiing) van het tandbeen is niet in anatomisch verband wat op een zwakke verbinding tussen het linker- en rechtergedeelte van de onderkaak wijst. Door de beperkte inwaartse kromming van het tandbeen vormt de onderkaak in dorsaal aanzicht eerder een V in tegenstelling tot de U-vorm bij latere sauropoden (bv. Omeisaurus en Shunosaurus), maar de tip van de samengevoegde linker- en rechtergedeeltes van de onderkaak is meer afgerond dan bij prosauropoden. Proportioneel is de onderkaak extreem dun en is het diepste in het gebied van de uitwendige fenestra. Alhoewel dit fenestra vooraan beschadigd is, was het bij Tazoudasaurus duidelijk aanwezig en vóór het surangulair been gelegen. Vooraan was het waarschijnlijk begrensd door het tandbeen en aan de onderkant door het angulair been.

##### Tandbeen
Het linkertandbeen (To1-275) heeft een lengte van ongeveer 24 cm en beslaat meer dan de helft van de lengte van de onderkaak. Aan de symfyse heeft het een diepte van 55 mm. De minimum diepte van de ramus is 44 mm op het niveau van de achtste tandkas. De maximum diepte van het tandbeen op het niveau van de symfyse bedraagt 125 % van de minimum diepte van de ramus. Dit is meer dan bij Prosauropoda maar minder dan bij meer afgeleide Sauropoda zoals Omeisaurus of Shunosaurus.

##### Surangulair been
De dorsale rand (de bovenste rand) van het surangulair been is heel licht convex (bol), behalve de achterste helft die concaaf (hol) is en in de richting van het kaakgewricht helt. Het coronoid uitsteeksel is dus, zoals bij Prosauropoda, niet zo groot. Een groot coronoid uitsteeksel komt voor bij Rebbachisauridae en Macronaria, maar ook bij Omeisaurus.

##### Tanden
In het tandbeen To1-223 en tandbeen To1-275 zijn bijna volledige tandkronen gepreserveerd en bij het dorp Toundoute werden talrijke afzonderlijke tanden gevonden. Het tandbeen van de onderkaak heeft achttien tandkassen (alveolen). De tandkronen overlappen elkaar en staan iets schuin naar voor gericht ten opzichte van de lengte-as van het tandbeen. Alle tanden die in Toundoute gevonden werden hebben in het midden van de tandkroon een D-vormige doorsnede. De tanden zijn ook asymmetrisch in linguaal en labiaal aanzicht. De labiale zijde van de tandkronen is heel convex (bol), zowel mesiodistaal (voorachterwaarts) als verticaal, terwijl de linguale zijde slechts heel licht concaaf (hol) is. De tandkronen zijn breed en verbreden vanaf de wortel voordat ze nabij de top taps toelopen. Zoals bij alle Sauropoda is het email over de gehele kroon geplooid en op de onderkant van de linguale zijde zijn ruwe verticale kammen email zichtbaar. Zoals bij Prosauropoda en sommige basale Sauropoda zijn kegelvormige knobbels aanwezig op de mesiale en distale randen van de kroon. De lengte-as van elke tandknobbel staat onder een hoek ten opzichte van de top van de kroon. Bij de meeste tanden achteraan in het tandbeen is het aantal tandknobbels op de distale rand groter. Bij sommige uitgeworpen of afzonderlijke tanden zijn de tandknobbels op de randen niet meer zichtbaar, en V-vormige slijtagevlakken ontwikkelden zich langs de mesiale en distale tandkronen. Dit laatste kan wijzen op een precieze occlusie waarbij de bovenste en de onderste tanden bij het sluiten van de kaken interdigiteerden.

#### Postcraniaal skelet

##### Wervels
Een wervel bestaat uit een cilinder, het wervellichaam, met daarop een wervelboog die het ruggenmergkanaal in de lengterichting overkapt. De wervelboog draagt allerlei uitsteeksels waarmee de wervels ten opzichte van elkaar bewogen kunnen worden. Boven op de wervelboog bevindt zich een min of meer verticaal gericht doornuitsteeksel waaraan en waarlangs allerlei spieren en pezen de verticale beweging kunnen aansturen. Twee zijuitsteeksels (diapofysen) doen hetzelfde voor de horizontale beweging en fungeren meteen als raakvlak voor de bovenste ribkop. Twee vlakke gewrichtsuitsteeksels, zowel aan de voorkant als de achterkant van de wervelboog (resp. pre- en postzygapofysen), laten de wervels in elkaar passen en voorkomen te grote rotaties, vooral om de lengteas. Ook de gewrichtsuitsteeksels kunnen weer dienen om er pezen aan te bevestigen en de achterste gewrichtsuitsteeksels, de postzygapofysen, hebben daartoe soms een klein uitsteekseltje aan de bovenste basis, de epipofyse, vaak niet meer dan een bultje op de bovenrand. Op de wervels lopen meerdere richels, de laminae.

###### Halswervels
Van Tazoudasaurus zijn een zevental halswervels bekend ; de geprepareerde wervels MHNM To1-354 en MHNM To1-64, en volgens veldrapporten nog vijf halswervels die bij het dorp Toundoute gevonden werden. Op basis van de lengte van de wervellichamen, de locatie en de oriëntering van de parapofysen en de oriëntering van de lamina centrodiapophysealis posterior, is To1-354 meer vooraan in de hals gelegen dan To1-64, welke waarschijnlijk in het midden van de hals thuishoort. Van To1-64 zijn enkel het wervellichaam en een klein deel van de wervelboog gepreserveerd. To1-354 is bijna volledig, op de prezygapofysen (voorste gewrichtsuitsteeksels) en het doornuitsteeksel na. De ratio lengte/hoogte voor beide halswervels is 2.5, wat beduidend minder is dan bij Diplodocidae, Mamenchisaurus, Rapetosaurus, Euhelopus en Omeisaurus. Kenmerkend voor de halswervels van Tazoudasaurus is het ontbreken van een lamina centropostzygapophysealis oftewel een richel op het achterste gewrichtsuitsteeksel van het wervellichaam. Bij andere basale Sauropoda zoals Mamenchisaurus, Patagosaurus en Omeisaurus komen deze wel voor.

###### Voorste ruggenwervels
Van Tazoudasaurus vond men talrijke ruggenwervels. Van de gepreserveerde ruggenwervels is de meest vooraan gelegen wervel (MHNM To1-69) zeer hoog in vergelijking met de halswervels en de andere ruggenwervels. De beide gewrichtsoppervlakken (gewrichtsfacetten) van het wervellichaam zijn licht beschadigd. Het voorste gewrichtsoppervlak is lichtjes bol, het achterste is hol en is overdwars en van boven naar beneden opvallend breder dan het voorste gewrichtsoppervlak. Het voorste gewrichtsoppervlak is hoger dan breed, het achterste is breder dan hoog. De onderkant van het wervellichaam is overlangs (in de lengterichting) opwaarts gewelfd en is overdwars (in de breedte) vlak, zoals bij het bij Great Casterton nabij Rutland gevonden specimen van Cetiosaurus oxoniensis (LCM G468.1968). Er ligt een diepe groeve vooraan vanboven op de zijkanten van het wervellichaam. Het tussenschot tussen deze twee groeven is dun. De parapofyse ligt op de bovenkant van de min of meer horizontale beennaad (sutuur) tussen het wervellichaam en de wervelboog ("neurocentrale sutuur"). De wervelboog is hoog, meer dan dubbel de hoogte van het wervellichaam. De richels op de wervelboog zijn even goed ontwikkeld als deze bij andere Sauropoda. Er is geen lamina centropostzygapophysealis (een richel op het achterste gewrichtsuitsteeksel van het wervellichaam). De gewrichtsfacetten van de voorste gewrichtsuitsteeksels zijn gebroken, maar zullen niet ver voorbij het voorste uiteinde van het gewrichtsfacet van het wervellichaam uitgestoken hebben. De voorste gewrichtsuitsteeksels zijn door vooruitstekende posterolateraal gerichte laminae prezygodiapophysealis met de diapofysen (de zijuitsteeksels van de wervel) verbonden. De laminae intraprezygapophysealis (de horizontale richel tussen de bases van beide voorste gewrichtsuitsteeksels), de lamina prezygoparapophysealis en de rand aan de zijkant van de rugzijde ('dorsolateraal') van het wervelboogkanaal bakenen een diepe groeve vooraan op de wervelboog af. Deze groeve is gelijkaardig aan deze op halswervel To1-354. Op de meest achteraan gelegen ruggenwervel To1-156 ontbreekt zulke groeve. Binnen deze groeve verbindt een korte, extra richel die van de bovenkant naar de binnenkant loopt ('dorsomediaal') de lamina intraprezygapophysealis met de lamina prezygoparapophysealis. Deze extra richel komt ook op de zevende ruggenwervel van Omeisaurus voor.

###### Middelste ruggenwervels
Drie wervels uit het midden van de wervelkolom (To1-38) liggen in anatomisch verband (aaneengesloten wervels) en werden in de originele beschrijving van Tazoudasaurus afgebeeld. Ze zijn zwaar beschadigd en hebben meer de vorm en morfologie van de achterste dan van de voorste ruggenwervels. Ze verschillen van de voorste en achterste ruggenwervels omdat het wervellichaam langer is, omdat de doornuitsteeksels meer naar achteren gericht zijn en omdat de dwarsuitsteeksels meer naar boven gericht zijn. Het hyposfeen-hypantrum-complex (hyposfeen-hypantrum-gewricht) is bij alle drie de wervels aanwezig. Het hyposfeen-hypantrum-complex is een extra articulatie tussen de wervels. Op het achterste midden van de wervelboog, tussen en meestal onder de posities van de achterste gewrichtsuitsteeksels, steekt een punt naar achteren, de hyposfeen. Die punt past in een uitsparing, het hypantrum, in het midden van de voorkant van de wervelboog van de achterliggende wervel, tussen en meestal onder de posities van de voorste gewrichtsuitsteeksels. De min of meer horizontale beennaad (sutuur) tussen het wervellichaam en de wervelboog is bij elk van de drie wervels duidelijk zichtbaar. Bij oudere dieren versmelten die naden zodanig dat ze niet meer zichtbaar zijn, zodat deze drie wervels niet van een ouder dier afkomstig kunnen zijn. De richels op de wervelboog van deze drie wervels onderscheiden zich door de aanwezigheid van een sterker ontwikkelde verticale richel op de zijkant van het doornuitsteeksel (lamina spinodiapophysealis). Deze richel ontspringt uit de achterste helft van de bovenkant van het dwarsuitsteeksel, loopt verder langs de zijkant van het doornuitsteeksel waarmee het halverwege samensmelt en maakt geen contact met de lamina spinopostzygapophysealis. Dit is de richel die van het doornuitsteeksel naar het achterste gewrichtsuitsteeksel loopt. De richel op het voorste gewrichtsuitsteeksel (de prezygapofyse) is vooraan gevorkt en raakt zowel dit uitsteeksel als de lamina prezygoparapophysealis. De doornuitsteeksels hebben diepe groeven op de voor- en achterkant voor de verankering van tussenliggende ligamenten.

###### Achterste ruggenwervels
Volgens de locatie van de parapofysen en de morfologie van het hyposfeen-hypantrum-complex is de wervel MHNM To1-156 meer achteraan in de wervelkolom gelegen dan To1-38 (de drie middelste ruggenwervels hierboven beschreven). Het wervellichaam van To1-156 is amficoel (beide gewrichtsfacetten zijn hol), maar het achterste gewrichtsfacet is meer hol dan het voorste gewrichtsfacet, dat bijna vlak is. De gewrichtsfacetten van een wervellichaam zijn de vlakke raakvlakken die contact maken met het gewrichtsfacet van het wervellichaam ervoor en het wervellichaam erna in de wervelreeks. Het wervellichaam van To1-156 is hoger dan lang, maar is overdwars even hoog als breed. De onderzijde is overlangs naar boven toe gebogen en overdwars vlak tot lichtjes bol. Diepe groeven dringen in het bovenste gedeelte van de zijkant van het wervellichaam. Ze hebben een lengte van ongeveer 55 mm en een hoogte van ongeveer 50 mm en worden door een dun tussenschot gescheiden. De hoogte van de wervelboog bedraagt meer dan tweemaal de hoogte van het wervellichaam. De parapofyse bevindt zich aan de achterkant van het wervellichaam op de wervelboog boven de beennaad (sutuur) die tussen het wervellichaam en de wervelboog loopt, en is met het wervellichaam verbonden door de richel die van het wervellichaam naar de voorste parapofyse loopt (de lamina centroparapophysealis anterior), met de prezygapofyse door de lamina prezygoparapophysealis en met de diapofyse (het zijuitsteeksel van de wervel) door de richel die van de parapofyse naar de diapofyse loopt (de lamina parapodiapophysealis).
De situering van de lamina centroparapophysealis posterior (de richel die van het wervellichaam naar de achterste parapofyse loopt) is onduidelijk. Mogelijk wordt deze door een zwakke richel op het onderste gedeelte van de zijkant van de wervelboog vertegenwoordigd. Zoals bij meer vooraan gelegen ruggenwervels is de parapofyse verlengd en afgeplat en meer dan dubbel zo diep als overlangs lang. Het hyposfeen-hypantrum-complex is goed ontwikkeld. Daardoor is bij Tazoudasaurus de lamina intraprezygapophysealis (de horizontale richel tussen de bases van beide voorste gewrichtsuitsteeksels) van de achterste ruggenwervels niet zichtbaar. In tegenstelling tot Barapasaurus en Patagosaurus is het uitstekende voorste oppervlak van de wervelboog vlak tot bijna bol onder de prezygapofysen. Het hypantrum is een fel verlengde groeve die aan de zijkanten begrensd wordt door dunne richels die versmolten zijn met de voorste zijdelingse hoek van de prezygapofysen gevormd met de bovenrand van het wervelboogkanaal. De groeven onder de zijuitsteeksels liggen dorsaal t.o.v. het wervelboogkanaal en worden minstens door een centraal beentussenschot gescheiden, tenzij ze versmolten zijn. Zulke groeven komen ook voor bij Patagosaurus en Barapasaurus en vermoedelijk ook bij Cetiosaurus en Kotasaurus

###### Voorste staartwervels
Wervel CPSGM To1-100 is een van de meest vooraan gelegen staartwervels, en is misschien zelfs de eerste staartwervel. Zoals bij alle sauropoden is het wervellichaam in de lengterichting heel kort met een lengte/hoogte verhouding van minder dan 0,5. Het wervellichaam is 'amficoel' (aan beide zijden hol), maar het voorste gewrichtsoppervlak is dieper uitgehold dan het achterste. Beide gewrichtsoppervlakken zijn hoger dan breed. De onderkant is in zijaanzicht opwaarts gewelfd en is overdwars bol. Het centrale gedeelte van het wervellichaam is samengedrukt en de zijkant is overlangs diep uitgehold. De breedte over het midden van de zijkant van het wervellichaam is dus aanzienlijk kleiner dan de breedte van de voorste en achterste gewrichtsoppervlakken. De wervelboog bevindt zich in de buurt van het voorste uiteinde van het wervellichaam.

###### Middelste en achterste staartwervels
Van Tazoudasaurus werden talrijke staartwervels gevonden, zowel in anatomisch verband als afzonderlijk. De drie staartwervels MHNM To1-303 zijn in anatomisch verband. De tweede en derde wervel van deze reeks hebben dunne dwarsuitsteeksels en maakten waarschijnlijk deel uit van het voorste gedeelte van de staart. De andere staartwervels hebben geen dwarsuitsteeksels, maar er is toch een zwakke richel aanwezig op de zijkant van het bovenste gedeelte van het wervellichaam van staartwervel MHNM To1-288. Deze wervel behoort tot de wervels uit het midden van de staart en heeft een lengte/hoogte ratio van het wervellichaam van 0,6. Wervel To1-88 bevond zich achteraan in het midden van de staart en heeft een lengte/hoogte ratio van 1,0. Deze waarde bedraagt meer dan 2,0 voor de wervels MHNM To1-317 en MHNM To1-357 uit het achterste gedeelte van de staart. De drie staartwervels MHNM To1-303 hebben een lengte/hoogte ratio van bijna 1.0, wat dus beduidend groter is dan de ratio van de meer achteraan gelegen staartwervel To1-288. Dit komt waarschijnlijk omdat deze wervel afkomstig is van een onvolgroeid dier, en kan verwijzen naar allometrische groei van de staartwervels.
Alle wervels uit het middelste en uit het achterste gedeelte van de staart zijn amficoel (aan beide zijden hol) en hebben noch pleurocoelen, noch uithollingen aan de onderkant. Het centrale gedeelte van de wervellichamen is licht samengedrukt en het zijdelingse oppervlak overlangs concaaf (hol), alhoewel er zich op ongeveer midhoogte van de zijkant van de middelste staartwervel T01-288 een horizontale richel bevindt. De autapomorfe diepe groeve op de onderkant van de staartwervels van Vulcanodon komt bij Tazoudasaurus niet voor. De facetten (raakvlakken) van de chevrons zijn zwak ontwikkeld en zijn naar achter en naar onder gericht ('posteroventraal'). De wervelbogen van de wervels uit het midden van de staart ontspringen in de buurt van de bovenkant van het voorste uiteinde van het wervellichaam, terwijl de wervelbogen van de wervels uit het achterste gedeelte van de staart ongeveer vlak boven het centrum van het wervellichaam ontspringen. De wervelbogen zijn zijdelings afgeplat. De prezygapofysen (voorste gewrichtsuitsteeksels) zijn bij de wervels in het midden van de staart meer naar voren gericht dan bij de wervels in het achterste deel van de staart.

###### Chevrons
Van de staartwervels werden te Toundoute talrijke chevrons gevonden. Men kan deze in drie types onderverdelen. Bij alle chevrons is het haemaal kanaal bovenaan door een benige brug gesloten. Deze brug articuleert met de staartwervels door twee facetten (raakvlakken). Het voorste facet ligt loodrecht op de lengte-as van de chevron, terwijl het achterste facet naar achter en opwaarts gericht is. Wanneer ze verbonden zijn met de staartwervels zijn de chevrons hoofdzakelijk naar onder en iets naar achter gelegen. De chevron MHNM To1-187 van vooraan in de staart is in voor- en achteraanzicht driehoekig ten gevolge van het zeer korte achterste 'blad' (overdwars afgeplat 'uitsteeksel'). Ook het haemaal kanaal is driehoekig en beslaat 36 % van de lengte van de chevron. Het achterste gewrichtsfacet van de benige brug is uitgehold door twee ondiepe, zijdelingse fossae (groeven). Het achterste blad en de zijdelingse rami (takken) van het haemaal kanaal zijn zijdelings afgeplat. De 'takken' zijn de bovenste gepaarde structuren van een chevron die onderaan vergroeien in de structuur dat het 'blad' genoemd wordt. In zijaanzicht is het achterste uiteinde van het blad meer overlangs verbreed dan het voorste gewrichtsuiteinde. Het achterste blad van MHNM To1-217, een chevron uit het middendeel van de staart, is aanzienlijk langer dan hetzelfde blad bij MHNM To1-187. Het haemaal kanaal is hoger dan het haemaal kanaal van MHNM To1-187, maar beslaat slechts 28 % van de lengte van de chevron. Onder het haemaal kanaal is het blad overdwars breder dan de overlangse lengte, maar achteraan is het langer dan breed. Chevron CPSGM To1-182, uit het achterste deel van de staart, is gevorkt en heeft dus afgescheiden voorste en achterste 'tanden'. Zoals de chevrons uit het achterste deel van de staart bij Barapasaurus is CPSGM To1-182 vooraan van een benige brug voorzien, terwijl de chevrons uit het achterste deel van de staart bij Omeisaurus vooraan open zijn. De voorste en achterste afgeplatte tanden zijn achteraan niet samengevoegd, wat een afgeleid stadium is dat alleen bij Titanosauria, zoals Alamosaurus (Gilmore, 1922 (Wilson 2002)) en Opisthocoelicaudia voorkomt.

##### Schoudergordel

###### Coracoïd
Te Toundoute werd een volledig rechtercoracoïd gevonden van een groot dier. Het is een zwaar en stevig been met in zijaanzicht een ovale omtrek. In het verticaal vlak is het meer verbreed dan in het horizontaal vlak. Het zijoppervlak is bol en overeenkomstig hol in het midden. Aan de onderkant verdikt het in het gebied van het glenoïd. Het glenoid is het uiteinde van het schouderblad waar de kop van de bovenarm op beweegt. Het coracoïd foramen (gat) is heel groot en bevindt zich op midhoogte twee cm vóór het scapulacoracoïd gewricht (het gewricht tussen het schouderblad en het coracoïd). De onderste rand van het coracoïd heeft geen knobbel vóór het glenoïd, wat wel het geval is bij vele andere Sauropoda, zoals Suuwassea, Cetiosaurus of Opisthocoelicaudia.

###### Opperarmbeen
Er zijn minstens zeven opperarmbeenderen (humeri) bekend uit de beide beenderlagen (bonebeds) van Toundoute. Slechts drie daarvan zijn volledig. Humerus MHNM Pt1 is afkomstig van een volwassen dier, de twee andere volledige humeri (CPSGM To1-48 en CPSGM To1-93) behoren toe aan een jong dier. Het opperarmbeen is recht in zowel voor- als zijaanzicht en aan beide uiteinden overlangs verbreed. Het voorste uiteinde heeft in het midden een kleine breuk. Het is afgerond en overlangs samengedrukt. De breedte bedraagt slechts 37 % van de lengte van het been, iets minder dan bij andere sauropoden.

###### Ellepijp
Te Toundoute werden minstens drie ellepijpen gevonden. Ze zijn van twee volwassen (MHNM To1-375 en MHNM Pt24) en van één jong dier afkomstig (To1-374). De rechterellepijp werd in de nabijheid van het opperarmbeen MHNM Pt1 gevonden. Deze ellepijp is robuust en heeft een verbreed voorste uiteinde. Zoals bij andere Sauropoda is het voorste uiteinde driestralig. Het voorste zijdelings uitsteeksel en het middelste zijdelings uitsteeksel ontspringen uit het gebied van het olecranon, het meest puntige deel van de elleboog. Deze twee uitsteeksels bakenen de radiale fossa af. Het olecranon dient als hefboom voor de strekspieren die het ellebooggewricht strekken. Het olecranon van het voorste gewrichtsoppervlak ontbreekt, maar het gebied waar het olecranon anatomisch ligt is breder dan bij Vulcanodon. Alhoewel het achteraan gebroken is, is het voorste zijdelings uitsteeksel duidelijk korter dan het middelste zijdelings uitsteeksel. Het middelste zijdelings uitsteeksel is korter dan bij Vulcanodon.

###### Spaakbeen
Te Toundoute werd een onvolledig linkerspaakbeen gevonden (MHNM To1-310) waarvan het bovenste uiteinde ontbreekt. De schacht is midden achteraan licht gebogen. Het onderste uiteinde is overdwars sterk verbreed en overlangs afgeplat. In achteraanzicht is het gewrichtsfacet bijna rechthoekig en in het midden van de zijkant ietwat bol. Het lang verruwd oppervlak van het achterste en zijdelingse deel van het onderste uiteinde van de schacht geeft het raakvlak met de ellepijp aan. Een naar achteren gericht uitsteeksel lijnt de zijdelingse rand van dit raakvlak af.

###### Hand
In de onderste beenderlaag van Toundoute werd een bijna volledige linkerhand in anatomisch verband gevonden (MHNM To2-112). Het behoorde duidelijk tot een klein dier. De bewaard gebleven beenderen bestaan uit vijf middenhandsbeenderen, tien vingerkootjes, één handwortelbeentje en de onderste uiteinden van de ellepijp en het spaakbeen, alle in anatomisch verband. Het blok sediment dat de beenderen bevatte was in het middelste gedeelte onvolledig waardoor het juiste aantal handwortelbeentjes niet kon achterhaald worden. Het anatomisch verband van de groep beenderen wijst op een gebogen hand, waardoor de onderste gewrichtsfacetten van de ellepijp en het spaakbeen bijna loodrecht op de bovenste gewrichtsfacetten van de handwortelbeentjes en van de middenhandsbeenderen staan. Het onderste uiteinde van het spaakbeen vormt een 'gewricht' met de platte voorste rand van het onderste uiteinde van de ellepijp. Er is één handwortelbeen bewaard gebleven, waarschijnlijk het eerste, achteraan gelegen element. Het articuleert vooraan met het spaakbeen en achteraan met de eerste en tweede middenhandsbeenderen. Het handwortelbeen is blokvormig en ruw rechthoekig van vorm, en heeft een opvallend en licht afgeplat midden achter gelegen uitsteeksel dat onbekend is bij andere geslachten Sauropoda. Het voorste gewrichtsoppervlak is vlak en ruwig. Het achterste gewrichtsoppervlak heeft minstens één ondiep en glad hol facet (raakvlak) boven het tweede middenhandsbeen. Waarschijnlijk was er een tweede facet voor de articulatie met het eerste middenhandsbeen, maar dit is niet zeker omdat dit deel van het achterste gewrichtsoppervlak licht geërodeerd is.
De middenhandsbeenderen staan onder een hoek van 45° met het horizontaal vlak en maken, in tegenstelling tot de vingerkootjes, geen contact met de grond. De hand is dus digitigrade, wat betekent dat Tazoudasaurus op de vingerkootjes liep. Maar omdat de voorkant van de eerste vingerkootjes de grond niet raken is de hand eigenlijk subunguligraad, wat dan weer betekent dat bij de voortbeweging enkel het achterste gedeelte van de vingerkootjes de grond raken. Deze houding van de hand komt overeen met de oriëntering van het achterste gewrichtsoppervlak van de middenhandsbeenderen. De formule van de vingerkootjes is 2-3-2-2-2. Het aantal vingerkootjes is dus kleiner dan bij Prosauropoda die in de derde vinger vier en in de vierde vinger drie kootjes hebben, maar hoger dan bij de andere bekende soorten Sauropoda, omdat bij Tazoudasaurus in de tweede vinger waarschijnlijk drie kootjes behouden bleven.

##### Bekkengordel

###### Heupbeen
Enkel een linkerheupbeen (MHNM To1-373) is bewaard gebleven. Buiten de bovenste rand van het heupbeenblad is het volledig. Het uitsteeksel van het preacetabulum is naar voor gebogen zoals bij andere sauropoden, maar het is afgerond en loopt dus naar achter niet puntig toe zoals bij andere sauropoden. Het is niet zijwaarts gebogen zoals bij Neosauropoda en is slechts licht naar buiten gekromd. De onderste rand van het preacetabulair uitsteeksel is licht concaaf (hol) in zijaanzicht. Het heupbeenblad is in de lengterichting concaaf en in de hoogte convex (bol). Bij Tazoudasaurus was het heupbeenblad bovenaan waarschijnlijk slechts licht concaaf, vergeleken met de sterke convexiteit bij Patagosaurus en bij Neosauropoda. De steel van het schaambeen is groot, naar voor en onderen gericht en driehoekig in doorsnede. De steel van het zitbeen is gereduceerd maar reikt nog tot onder de achterste rand van het postacetabulair uitsteeksel, wat het tegengestelde is van de toestand bij neosauropoden. Het is naar achter en onder georiënteerd en heeft een bijna cirkelvormige doorsnede. Het oppervlak van het heupbeen is in het midden beschadigd en heeft diepe littekens daar waar de sacrale ribben verankerd waren.

###### Schaambeen
Te Toundoute werden minstens drie schaambeenderen gevonden op beide locaties To1 (CPSGM To1-103) en To2 (MHNM To2-10 en CPSGM Pt2). Deze zijn van drie volwassen dieren afkomstig, en slechts één element is volledig. Het schaambeen van Tazoudasaurus is bijna identiek aan dat van Vulcanodon, zowel wat betreft afmetingen als vorm. Vergeleken met meer afgeleide sauropoden is het tamelijk slank. De zijdelingse rand is in voor- en achteraanzicht zijdelings concaaf (hol). Het gewrichtsoppervlak met het heupbeen is ruw en niet duidelijk afgelijnd. De voorste rand van de steel van het heupbeen is samengegroeid met het beenschort tussen de schaambeenderen en er is geen uitsteeksel voor de verankering van de musculus ambiens, de spier die de knie strekt. Het brede en gladde acetabulum ligt achteraan in het midden ten opzichte van de steel van het zitbeen. De pubio-ischiale plaat is vooraan nabij de symfyse met het schaambeen beschadigd.
De pubo-ischiale plaat is geperforeerd door een groot obturator foramen dat in vooraanzicht niet geheel zichtbaar is. Het obturator foramen is de grote opening die door de gepaarde zit- en schaambeenderen gevormd wordt, en waardoor zenuwen en bloedvaten lopen. De lengte van het 'gewricht' met het zitbeen beslaat minder dan één derde van de totale lengte van het schaambeen. Zoals bij Vulcanodon ligt het beenschort tussen de schaambeenderen dwars en de symfyse is recht. De zijrand van de symfyse is dikker dan de middelste rand. Vanaf de zijwand van het obturator foramen loopt een lange kam op het achterste oppervlak van het schaambeenblad. Het achterste einde van het schaambeen is overlangs verbreed, vooral langs de zijrand. Het heeft een bol en ruw oppervlak en is driehoekig in doorsnede.

###### Zitbeen
Te Toundoute werden één zitbeen van een jong dier en twee van volwassen dieren (CPSGM To1-4 en MHNM To1-378) gevonden. To1-378 werd onder het linkerheupbeen aangetroffen. Alleen het voorste gedeelte van dit zitbeen is volledig, het meeste van het zitbeenblad en het achterste uiteinde ontbreken. Het licht bolle voorste uiteinde van de steel van het zitbeen heeft de vorm van een ellips. De lengte-as van deze ellips is overlangs georiënteerd. Het raakvlak met het darmbeen is licht bol en heeft een elliptisch profiel. De steel van het schaambeen is even lang als de steel van het zitbeen en is driehoekig van vorm. Het acetabulair oppervlak is in het midden verhoogd tot een rechtopstaande rand. Het gepreserveerde deel van het zitbeenblad ligt in hetzelfde vlak als het bovenste deel. Een diepe groeve loopt langs de zijrand van het bovenste deel van het zitbeenblad. In zijaanzicht is de onderste steel licht gebogen en de lengte-as zou, indien naar voren geëxtrapoleerd, door het onderste punt van het acetabulum lopen. De hoek tussen het blad en de steel van het zitbeen is groter dan de hoek tussen het blad en de steel van het schaambeen.

###### Dijbeen
Te Toundoute werden vijf dijbeenderen gevonden die tot vijf verschillende dieren behoren (CPSGM To1-4, CPSGM To1-105, MHNM To1-256, MHNM To1’-381 en CPSGM To2-9). Het langste dijbeen (To1’-381) meet ongeveer 1.230 mm. Het werd vlak bij het bovenste deel van een linkerscheenbeen (To1’-382) gevonden. Het enige volledige dijbeen is dat van een jong dier. Het werd door het omvattende sediment overlangs verpletterd . De beschrijving van het volwassen dijbeen van Tazoudasaurus is gebaseerd op verschillende specimina. Het is recht en overlangs afgeplat. In bovenaanzicht is de kop van het dijbeen To1’-381 bolvormig en bijna cirkelvormig. Het reikt tot iets buiten de binnenrand van de dijbeenschacht. De dijbeenkop is schuin naar boven en binnen gericht. Bij volwassen dieren is het vierde dijbeenuitsteeksel tot een lage kam gereduceerd. Het ligt aan de binnenste achterrand van de schacht en reikt tot voorbij de helft van de lengte van het dijbeen. In het midden van de schacht heeft het dijbeen van Tazoudasaurus een elliptische doorsnede. Het onderste uiteinde van elk van de vijf dijbeenderen is zwaar beschadigd, maar waarschijnlijk is de condylus van het kuitbeen groter dan die van het scheenbeen.

###### Scheenbeen
De bovenste beenderlaag van de vindplaats te Toundoute bevatte minstens drie scheenbeenderen (MHNM To1-76, MHNM To1’-380 en MHNM To1’-382). To1-76 is afkomstig van een jong dier. Het rechterscheenbeen To1’-380 werd onder het grootste bekende dijbeen (To1’-381) gevonden. Dit dijbeen, het rechterscheenbeen To1’-380 en het linkerscheenbeen To1'-382 behoren tot hetzelfde volwassen dier. De lengteratio scheenbeen/dijbeen bedraagt ongeveer 0,58, wat typerend is voor Sauropoda. Het scheenbeen van Tazoudasaurus toont veel gelijkenis met dat van Vulcanodon, waarmee het eigenschappen deelt die bij andere sauropoden onbekend zijn. Het bovenste uiteinde van het scheenbeen is overlangs sterk verbreed en is twee keer langer dan de mediolaterale breedte. Dit is de breedte vanuit het midden van het been naar de zijkant. Deze plesiomorfische eigenschap is uniek binnen Sauropoda. Bij andere sauropoden is het bovenste uiteinde van het scheenbeen ofwel overdwars verbreed zoals bij Shunosaurus, Mamenchisaurus en Omeisaurus ofwel is het bijna cirkelvormig zoals bij Neosauropoda of bij Patagosaurus. De kam aan de voorkant van de kop van het scheenbeen is dik en heeft een lengte van tien cm. Het is voor het grootste gedeelte naar voor gericht en heel licht zijwaarts. In zijaanzicht is de voorkant van deze kam overlangs bol. De grote strekspier van de dij is aan deze kam vastgehecht. De kam loopt naar achteren puntig toe in een uitsteeksel dat naar achteronder wijst. Tussen dit uitsteeksel en de kam aan de voorkant van de kop van het scheenbeen vormt de zijdelingse rand van de voorkant een breed naar achter verlengd uitsteeksel dat gradueel samensmelt met de schacht van het scheenbeen. Deze schacht is sterk overdwars afgeplat. De breedte in het midden van de zijkant halverwege de lengte van het scheenbeen beslaat slechts 36% van haar overlangse lengte (38% bij Vulcanodon). De onderkant van het scheenbeen is aanzienlijk breder dan tweemaal de breedte van het midden van de schacht. Dit is een afgeleide eigenschap zoals die bij Titanosauria en Vulcanodon voorkomt. De buitenste achterhoek van het scheenbeen bereikt het hielbeen niet meer. Dat ontbloot dan de achterzijde van het sprongbeen.

###### Kuitbeen
Op vindplaats To1 vond men drie kuitbeenderen. De beschrijving van het kuitbeen van Tazoudasaurus is gebaseerd op het linkerkuitbeen MHNM To1-377. Het is gelijkaardig aan het kuitbeen van andere sauropoden en heeft dus een overdwars afgeplat bovenste uiteinde en een lange en rechte, slanke schacht. Het centrale oppervlak van het bovenste uiteinde heeft een breed en driehoekig, geribbeld gebied voor de geleding met het scheenbeen. Zoals bij Vulcanodon is er een naar binnen gedraaide trochanter minor (kleine draaier) aan het bovenste uiteinde van het kuitbeen aanwezig, maar bij Tazoudasaurus lijkt het dikker en heeft het geen diepe verzinking op het zijdelings oppervlak vooraan, dat slechts heel licht hol is. Het centrale oppervlak van het kuitbeen is bijna vlak. Halfweg op de zijkant van de schacht bevindt zich een grote bult die als de zijdelingse trochanter (de zijdelingse draaier) kan beschouwd worden. Zulke trochanter wordt als een synapomorfie binnen Eusauropoda beschouwd. Naar het onderste uiteinde van het kuitbeen vormt de voorste rand van de schacht een acute verticale kam, terwijl de corresponderende achterste rand wat dikker is en meer afgerond. Het ondervlak van het kuitbeen is bol. Het raakt voornamelijk het hielbeen, is naar binnen toe verbreed alwaar het het sprongbeen raakt maar ook schuin naar voren en boven, en loopt taps toe in een haakvormige punt.

###### Sprongbeen
Van de voetwortel (tarsus) van Tazoudasaurus werden te Toundoute twee sprongbeenderen gevonden, behorend tot een volwassen (CPSGM To1-31) en tot een jong dier (To1-135). Het sprongbeen lijkt veel op dat van Vulcanodon. In vooraanzicht is het meer rechthoekig dan driehoekig van vorm, niettegenstaande het zijdelings breder is dan in het midden. Overdwars is de voorste rand iets hol, terwijl de achterste rand opvallend bol is. In vooraanzicht is de zijkant van het sprongbeen gereduceerd en lijkt het wigvormig, maar minder uitgesproken dan bij Neosauropoda, ten gevolge van de lichte overdwarse uitholling van het ondervlak. Het oppervlak van het ondervlak is geplooid en geperforeerd. Het zijvlak van het kuitbeen is groot en cirkelvormig. Het is opvallend hol en glad, in tegenstelling tot dat van Vulcanodon. De achterste fossa (groeve) van het sprongbeen wordt ongelijk verdeeld door een afgeronde kam die van achteren naar binnen toe zo ver reikt als de achterste 'tong', zoals bij andere Sauropoda (waaronder Vulcanodon). In de achterste fossa van meerdere genera Sauropoda werden kleine gaatjes (foramina) aangetroffen, maar die komen bij Tazoudasaurus en Vulcanodon niet voor. De naar binnen gelegen subfossa achteraan is breder dan de fossa aan de zijkant. Het gewrichtsvlak van het scheenbeen is licht uitgehold en beslaat het grootste deel van de zijkant van het sprongbeen bovenaan.

###### Hielbeen
Het hielbeen van Tazoudasaurus (MHNM To1-356) is zoals bij andere sauropoden bolvormig en heeft een geplooid oppervlak. Het vertoont weinig onderscheidende kenmerken en is vooraan in het midden niet verbreed, bij Vulcanodon is dat wel het geval. Het bovenste gewricht, dat het onderste gewricht van het kuitbeen ontvangt, is vlak en glad. In het midden, daar waar het scharniert met het sprongbeen, is het hielbeen vlak en licht verruwd, maar dit deel is slecht gepreserveerd. De zijkanten en de achterkant van het hielbeen zijn bolvormig en sterk geplooid.

###### Voet
Te Toundoute werden talrijke voetbeenderen van verschillende dieren gevonden, maar geen enkele in anatomisch verband. Hierdoor wordt de identificatie van deze beenderen bemoeilijkt, vooral van de teenkootjes. De middenvoetsbeenderen I, II, IV en V en de distale teenkootjes van minstens drie tenen werden voorlopig geïdentificeerd.
Middenvoetsbeen I (MHNM To1-22) is het meest robuuste been in de voet. De minimumbreedte van de schacht bedraagt 35 % van de schachtlengte. Bij de middenvoetsbeenderen II, IV en V bedraagt deze verhouding minder dan 25 %. Het driehoekige bovenste gewrichtsoppervlak is dieper dan breed door de aanwezigheid van een kam aan de onderkant die vooraan tot aan het midden van de schacht loopt. Het bovenste gewrichtsoppervlak is iets naar onderen gericht en is diep uitgehold. In het midden is de schacht bijna recht en aan de zijkanten uitgehold. Het onderste gewrichtsoppervlak is asymmetrisch en is goed ontwikkeld. Het heeft een sterk vergrote zijdelingse condylus en een hieraan parallel lopende diepe groeve.
De beide uiteinden van middenvoetsbeen II (CPSGM To1-265) zijn in bovenaanzicht verbreed. Het bovenste uiteinde is sterk asymmetrisch ; de vlakke bovenkant is in het midden verbreed terwijl de vlakke onderkant zijdelings verbreed is. Zowel het midden als de zijkanten van het bovenste uiteinde van middenvoetsbeen II zijn sterk uitgehold, waarschijnlijk om de middenvoetsbeenderen I en III te ontvangen. Dit laat veronderstellen dat minstens de eerste drie middenvoetsbeenderen dicht op elkaar stonden, zoals bij Vulcanodon. Het bovenste gewrichtsoppervlak van middenvoetsbeen II staat licht bol. De schacht is recht. Aan weerskanten en in het midden van het achteraan gelegen asymmetrische gewrichtsoppervlak lopen diepe parallelle groeven. Dit gewrichtsoppervlak loopt door op de rugzijde van de schacht en is iets zijdelings gericht.
Van middenvoetsbeen IV zijn drie specimina bekend, waarvan er twee tot hetzelfde dier behoren (MHNM To-13; MHNM To1-197). Het bovenste uiteinde van middenvoetsbeen IV is even sterk verbreed als bij Vulcanodon, maar het is niet zo asymmetrisch. Het oppervlak is licht uitgehold en de dikte bedraagt slechts 25 % van de overdwarse breedte. Midden op de voorkant van het bovenste uiteinde van middenvoetsbeen IV bevindt zich een goed ontwikkelde knobbel die onbekend is bij andere Sauropoda. Dit unieke kenmerk is dus een autapomorfie binnen Tazoudasaurus. Het achtervlak van het bovenste uiteinde van middenvoetsbeen IV is overdwars hol. De schacht wordt vanaf het midden van de lengte recht en heeft een ovale doorsnede. Het achterste (gewrichtsopper)vlak is niet onderverdeeld, maar is zowel overdwars als in de dikte verbreed, waardoor het achterste uiteinde dikker is dan het voorste. De groeve (fossa) aan de zijkant is meer ontwikkeld dan de middelste.
Middenvoetsbeen V (MHNM Pt-25) heeft dezelfde vorm als middenvoetsbeen IV, maar het bovenste uiteinde is in het midden meer verbreed. Het holle bovenste gewrichtsoppervlak is van achter naar boven gericht en de dikte ervan bedraagt slechts 20 % van de overdwarse breedte. De onderste condylus bestaat uit één stuk en is van boven naar onder verbreed. De zijdelingse groeven (fossae) zijn minder diep dan bij de middenvoetsbeenderen II en IV.
Te Toundoute werden talrijke teenkootjes gevonden, maar hun plaats in het voetskelet is moeilijk te achterhalen, waardoor de formule van de teenkootjes tot nu toe onbekend is. Een van de teenkootjes is aanzienlijk langer dan breed, een kenmerk dat onbekend is bij Eusauropoda, maar dat bij Prosauropoda en Vulcanodon behouden bleef. Waarschijnlijk is dit grootste teenkootje het eerste teenkootje van de tweede of de derde teen. De andere teenkootjes zijn breder dan lang waardoor ze waarschijnlijk meer achteraan in het voetskelet behoren. Zoals bij Vulcanodon hebben alle teenkootjes diepe groeven (fossae) aan de zijkanten en een goed ontwikkeld achterste gewrichtsoppervlak, waardoor de tenen een grote soepelheid moeten gehad hebben.
Van de distale teenkootjes, dus de teenkootjes die de tip van de tenen vormen ('teenklauw'), is dat van de eerste teen (MHNM To1-94) slecht gepreserveerd. Het is duidelijk overdwars samengedrukt en sikkelvormig, zoals bij andere Sauropoda, en is beduidend langer dan de distale teenkootjes van de andere tenen. Van deze laatste lijkt de morfologie sterk op die van de distale teenkootjes van Vulcanodon, die uniek zijn onder Saurischia omdat ze zo afgeplat zijn. Afgaande op de vorm van de in anatomisch verband liggende distale teenkootjes van Vulcanodon zoals beschreven door Raath en Cooper, behoren de twee beschreven distale teenkootjes van Tazoudasaurus waarschijnlijk tot de derde en de vierde teen. Maar het distale teenkootje van de tweede teen van Vulcanodon is heel asymmetrisch, een kenmerk dat de twee gevonden distale teenkootjes van Tazoudasaurus niet hebben. Het derde distale teenkootje van Tazoudasaurus (CPSGM To1-114) is symmetrisch en slechts licht naar beneden gekromd. Het voorste gewrichtsoppervlak is uitgehold en is twee keer zo breed als dik. Het is licht naar beneden gericht. Het oppervlak van de bovenkant is zowel overdwars als overlangs bol en heeft aan de zijkanten een diepe groeve in de lengterichting. Het vierde distale teenkootje (MHNM To1-14) is meer gebogen dan het derde, maar blijft symmetrisch. Het voorste gewrichtsoppervlak is van boven naar onder dieper en is enkel naar achter gericht. De tip van beide distale teenkootjes is bot.

## Fylogenie
Het taxon Tazoudasaurus is belangrijk voor het begrijpen van de vroege evolutie van de Sauropoda en hun fylogenie, voornamelijk omdat vele van de synapomorfieën die de klade Eusauropoda in vroegere cladistische analyses definiëren dubbelzinnig zijn door gebrek aan gegevens van meer primitieve Sauropoda. In het originele paper wordt Tazoudasaurus als een basale sauropode nauw verwant aan Vulcanodon beschouwd. Beide taxa werden ondergebracht binnen een monofyletische familie Vulcanodontidae die de zustergroep is van de Eusauropoda en aan de basis ligt van een nieuwe klade, de Gravisauria. De monofylie van Vulcanodontidae wordt ondersteund door vijf duidelijke synapomorfieën (afgeleide kenmerken). Twee hiervan zijn niet-homoplastisch ; de opvallend afgeplatte distale teenkootjes van de tweede en derde teen en het sterk overdwars afgeplatte scheenbeen. De drie andere synapomorfieën zijn homoplastisch ; de aanwezigheid van een 'kleine draaier' op het dijbeen, de grote breedte van de onderkant van het scheenbeen (convergent verkregen door Titanosauria) en de achterste verlenging van het stijgend uitsteeksel van het sprongbeen (convergent verkregen door Neosauropoda).
De eerste echte Sauropoda, zoals Antetonitrus en Tazoudasaurus hadden alle sauropode synapomorfieën al volledig ontwikkeld, zoals zuilvormige ledematen, handen en voeten waarvan de vingers en tenen in een halfronde "collonade" gerangschikt waren om het lichaamsgewicht te dragen, een tonvormige thorax en een verlengde nek. De huidige kennis van de sauropodomorfe fylogenie stelt paleontologen in staat de evolutie van het klassieke sauropode bouwplan in groot detail te bestuderen.
De fylogenetische positie van Tazoudasaurus binnen de infraorde Sauropoda werd door Allain & Aquesbi, 2008 onderzocht en geëvalueerd door een cladistische analyse die voor een groot deel gebaseerd werd op de recente fylogenieën van Wilson. Kenmerkpolariteit (de richting waarin een kenmerk verandert/evolueert) werd bepaald door gebruik te maken van 'uitgroep'-vergelijkingen. Een 'uitgroep' is een meer in de verte verwante groep organismen die als referentiegroep fungeert bij het bepalen van de evolutionaire verwantschappen van de 'ingroep', de organismen waarvan de fylogenetische positie bestudeerd wordt (in dit geval dus Tazoudasaurus). De 'uitgroep' wordt als vergelijkingspunt voor de 'ingroep' gebruikt en laat toe dat de fylogenetische boom zich vertakt. Omdat de kenmerkpolariteit alleen op een vertakte fylogenetische boom kan bepaald worden, is de keuze van 'uitgroep' essentieel voor het begrijpen van de evolutie van trends in een fylogenie. De basale Saurischiër Herrerasaurus en de klade Prosauropoda (waarbinnen de evaluatie vooral op Plateosaurus en Massospondylus gebaseerd werd) werden als 'uitgroepen' in de analyse opgenomen. Voor de 'ingroep' werden 21 taxa gekozen op basis van geologische ouderdom, 'volledigheid' van het skelet en eerder vastgestelde fylogenetische positie. De taxa die de 'uitgroep' en de 'ingroep' vormen, noemt men de 'matrix'. In de 'ingroep' zijn alle hoger ontwikkelde taxa Sauropoda vertegenwoordigd. Tien taxa uit het Laat-Trias tot Midden-Jura werden in de 'ingroep' opgenomen. De fylogenetische analyse is vooral gericht op basale sauropoden.
De 'ingroep' van eenentwintig taxa Sauropoda, die in de kladistische analyse naar de fylogenetische verwantschap van Tazoudasaurus gebruikt werden, heeft de volgende samenstelling :
- Antetonitrus ingenipes, Laat-Trias (Norien), Afrika (Zuid-Afrika)
- Isanosaurus attavipachi, Laat-Trias (Rhaetien), Azië (Thailand)
- Gongxianosaurus shibeiensis, Onder-Jura (Pliensbachien-Toarcien), Azië, (China)
- Vulcanodon karibaensis, Onder-Jura (Toarcien), Afrika (Zimbabwe)
- Tazoudasaurus naimi, Onder-Jura (Toarcien), Afrika (Marokko)
- Shunosaurus lii, Midden-Jura (Bathonien-Callovien), Azië (China)
- Barapasaurus tagorei, Onder-Jura, Azië (India)
- Patagosaurus fariasi, Midden-Jura (Callovien), Zuid-Amerika (Argentinië)
- Omeisaurus, Laat-Jura, Azië (China)
- Mamenchisaurus, Laat-Jura, Azië, China
- Diplodocus, Laat-Jura (Kimmeridgien-Tithonien), Noord-Amerika (Verenigde Staten)
- Dicraeosaurus, Laat-Jura (Kimmeridgien), Afrika (Tanzania)
- Apatosaurus, Laat-Jura (Kimmeridgien-Tithonien), Noord-Amerika (United States)
- Nigersaurus taqueti, Onder-Krijt (Aptien-Albien), Afrika (Niger)
- Jobaria, Onder-Krijt, Afrika (Niger)
- Camarasaurus, Laat-Jura (Kimmeridgien-Tithonien), Noord-Amerika (Verenigde Staten)
- Brachiosaurus, Laat-Jura (Kimmeridgien-Tithonien), Noord-Amerika (Verenigde Staten) & Afrika (Tanzania)
- Euhelopus zdanskyi, Onder-Krijt, Azië (China)
- Rapetosaurus krausei, Laat-Krijt (Maastrichtien), Afrika (Madagaskar)
- Opisthocoelicaudia skarzynskii, Laat-Krijt (Maastrichtien), Azië (Mongolië)
- Saltasaurus, Laat-Krijt (Campanien, Maastrichtien), Zuid-Amerika (Argentinië)

In totaal werden 212 parcimonie-informatieve osteologische en dentale kenmerken gecodeerd in de drieëntwintig taxa die de matrix vormen. Informatief betekent kenmerken die informatie verschaffen over evolutionaire verwantschappen tussen taxa. In fylogenetische analyse betekent 'parcimonie' dat een verwantschappenhypothese die het kleinste aantal kenmerkwijzigingen (polariteit) vereist meer dan waarschijnlijk de juiste is. De meeste van deze osteologische en dentale kenmerken werden bekomen uit vorige kladistische analyses van sauropoden. Bijzondere versies van kenmerken werden niet geordend. De matrix van drieëntwintig taxa heeft een totaal aan ontbrekende data van 32%. Met 30% ontbrekende data is Tazoudasaurus de meest volledige basale sauropode die ons bekend is.
Een kladogram van de klade (infraorde) Sauropoda, met weergave van de positie van de klade (familie) Vulcanodontidae en van het geslacht Tazoudasaurus :
|  | Vulcanodon    |
|  |               |
|  | Tazoudasaurus |
|  |               |

|  | Omeisaurus     |
|  |                |
|  | Mamenchisaurus |
|  |                |

|  | Neosauropoda |
|  |              |

|  | Omeisaurus     |
|  |                |
|  | Mamenchisaurus |
|  |                |

|  | Neosauropoda |
|  |              |

|  | Omeisaurus     |
|  |                |
|  | Mamenchisaurus |
|  |                |

|  | Neosauropoda |
|  |              |

|  | Omeisaurus     |
|  |                |
|  | Mamenchisaurus |
|  |                |

|  | Neosauropoda |
|  |              |

|  | Omeisaurus     |
|  |                |
|  | Mamenchisaurus |
|  |                |

|  | Neosauropoda |
|  |              |

|  | Omeisaurus     |
|  |                |
|  | Mamenchisaurus |
|  |                |

|  | Neosauropoda |
|  |              |

|  | Omeisaurus     |
|  |                |
|  | Mamenchisaurus |
|  |                |

|  | Neosauropoda |
|  |              |

|  | Omeisaurus     |
|  |                |
|  | Mamenchisaurus |
|  |                |

|  | Neosauropoda |
|  |              |

|  | Vulcanodon    |
|  |               |
|  | Tazoudasaurus |
|  |               |

|  | Omeisaurus     |
|  |                |
|  | Mamenchisaurus |
|  |                |

|  | Neosauropoda |
|  |              |

|  | Omeisaurus     |
|  |                |
|  | Mamenchisaurus |
|  |                |

|  | Neosauropoda |
|  |              |

|  | Omeisaurus     |
|  |                |
|  | Mamenchisaurus |
|  |                |

|  | Neosauropoda |
|  |              |

|  | Omeisaurus     |
|  |                |
|  | Mamenchisaurus |
|  |                |

|  | Neosauropoda |
|  |              |

|  | Omeisaurus     |
|  |                |
|  | Mamenchisaurus |
|  |                |

|  | Neosauropoda |
|  |              |

|  | Omeisaurus     |
|  |                |
|  | Mamenchisaurus |
|  |                |

|  | Neosauropoda |
|  |              |

|  | Omeisaurus     |
|  |                |
|  | Mamenchisaurus |
|  |                |

|  | Neosauropoda |
|  |              |

|  | Omeisaurus     |
|  |                |
|  | Mamenchisaurus |
|  |                |

|  | Neosauropoda |
|  |              |

|  | Vulcanodon    |
|  |               |
|  | Tazoudasaurus |
|  |               |

|  | Omeisaurus     |
|  |                |
|  | Mamenchisaurus |
|  |                |

|  | Neosauropoda |
|  |              |

|  | Omeisaurus     |
|  |                |
|  | Mamenchisaurus |
|  |                |

|  | Neosauropoda |
|  |              |

|  | Omeisaurus     |
|  |                |
|  | Mamenchisaurus |
|  |                |

|  | Neosauropoda |
|  |              |

|  | Omeisaurus     |
|  |                |
|  | Mamenchisaurus |
|  |                |

|  | Neosauropoda |
|  |              |

|  | Omeisaurus     |
|  |                |
|  | Mamenchisaurus |
|  |                |

|  | Neosauropoda |
|  |              |

|  | Omeisaurus     |
|  |                |
|  | Mamenchisaurus |
|  |                |

|  | Neosauropoda |
|  |              |

|  | Omeisaurus     |
|  |                |
|  | Mamenchisaurus |
|  |                |

|  | Neosauropoda |
|  |              |

|  | Omeisaurus     |
|  |                |
|  | Mamenchisaurus |
|  |                |

|  | Neosauropoda |
|  |              |

|  | Vulcanodon    |
|  |               |
|  | Tazoudasaurus |
|  |               |

|  | Omeisaurus     |
|  |                |
|  | Mamenchisaurus |
|  |                |

|  | Neosauropoda |
|  |              |

|  | Omeisaurus     |
|  |                |
|  | Mamenchisaurus |
|  |                |

|  | Neosauropoda |
|  |              |

|  | Omeisaurus     |
|  |                |
|  | Mamenchisaurus |
|  |                |

|  | Neosauropoda |
|  |              |

|  | Omeisaurus     |
|  |                |
|  | Mamenchisaurus |
|  |                |

|  | Neosauropoda |
|  |              |

|  | Omeisaurus     |
|  |                |
|  | Mamenchisaurus |
|  |                |

|  | Neosauropoda |
|  |              |

|  | Omeisaurus     |
|  |                |
|  | Mamenchisaurus |
|  |                |

|  | Neosauropoda |
|  |              |

|  | Omeisaurus     |
|  |                |
|  | Mamenchisaurus |
|  |                |

|  | Neosauropoda |
|  |              |

|  | Omeisaurus     |
|  |                |
|  | Mamenchisaurus |
|  |                |

|  | Neosauropoda |
|  |              |

|  | Vulcanodon    |
|  |               |
|  | Tazoudasaurus |
|  |               |

|  | Omeisaurus     |
|  |                |
|  | Mamenchisaurus |
|  |                |

|  | Neosauropoda |
|  |              |

|  | Omeisaurus     |
|  |                |
|  | Mamenchisaurus |
|  |                |

|  | Neosauropoda |
|  |              |

|  | Omeisaurus     |
|  |                |
|  | Mamenchisaurus |
|  |                |

|  | Neosauropoda |
|  |              |

|  | Omeisaurus     |
|  |                |
|  | Mamenchisaurus |
|  |                |

|  | Neosauropoda |
|  |              |

|  | Omeisaurus     |
|  |                |
|  | Mamenchisaurus |
|  |                |

|  | Neosauropoda |
|  |              |

|  | Omeisaurus     |
|  |                |
|  | Mamenchisaurus |
|  |                |

|  | Neosauropoda |
|  |              |

|  | Omeisaurus     |
|  |                |
|  | Mamenchisaurus |
|  |                |

|  | Neosauropoda |
|  |              |

|  | Omeisaurus     |
|  |                |
|  | Mamenchisaurus |
|  |                |

|  | Neosauropoda |
|  |              |

|  | Vulcanodon    |
|  |               |
|  | Tazoudasaurus |
|  |               |

|  | Omeisaurus     |
|  |                |
|  | Mamenchisaurus |
|  |                |

|  | Neosauropoda |
|  |              |

|  | Omeisaurus     |
|  |                |
|  | Mamenchisaurus |
|  |                |

|  | Neosauropoda |
|  |              |

|  | Omeisaurus     |
|  |                |
|  | Mamenchisaurus |
|  |                |

|  | Neosauropoda |
|  |              |

|  | Omeisaurus     |
|  |                |
|  | Mamenchisaurus |
|  |                |

|  | Neosauropoda |
|  |              |

|  | Omeisaurus     |
|  |                |
|  | Mamenchisaurus |
|  |                |

|  | Neosauropoda |
|  |              |

|  | Omeisaurus     |
|  |                |
|  | Mamenchisaurus |
|  |                |

|  | Neosauropoda |
|  |              |

|  | Omeisaurus     |
|  |                |
|  | Mamenchisaurus |
|  |                |

|  | Neosauropoda |
|  |              |

|  | Omeisaurus     |
|  |                |
|  | Mamenchisaurus |
|  |                |

|  | Neosauropoda |
|  |              |

|  | Vulcanodon    |
|  |               |
|  | Tazoudasaurus |
|  |               |

|  | Omeisaurus     |
|  |                |
|  | Mamenchisaurus |
|  |                |

|  | Neosauropoda |
|  |              |

|  | Omeisaurus     |
|  |                |
|  | Mamenchisaurus |
|  |                |

|  | Neosauropoda |
|  |              |

|  | Omeisaurus     |
|  |                |
|  | Mamenchisaurus |
|  |                |

|  | Neosauropoda |
|  |              |

|  | Omeisaurus     |
|  |                |
|  | Mamenchisaurus |
|  |                |

|  | Neosauropoda |
|  |              |

|  | Omeisaurus     |
|  |                |
|  | Mamenchisaurus |
|  |                |

|  | Neosauropoda |
|  |              |

|  | Omeisaurus     |
|  |                |
|  | Mamenchisaurus |
|  |                |

|  | Neosauropoda |
|  |              |

|  | Omeisaurus     |
|  |                |
|  | Mamenchisaurus |
|  |                |

|  | Neosauropoda |
|  |              |

|  | Omeisaurus     |
|  |                |
|  | Mamenchisaurus |
|  |                |

|  | Neosauropoda |
|  |              |

|  | Vulcanodon    |
|  |               |
|  | Tazoudasaurus |
|  |               |

|  | Omeisaurus     |
|  |                |
|  | Mamenchisaurus |
|  |                |

|  | Neosauropoda |
|  |              |

|  | Omeisaurus     |
|  |                |
|  | Mamenchisaurus |
|  |                |

|  | Neosauropoda |
|  |              |

|  | Omeisaurus     |
|  |                |
|  | Mamenchisaurus |
|  |                |

|  | Neosauropoda |
|  |              |

|  | Omeisaurus     |
|  |                |
|  | Mamenchisaurus |
|  |                |

|  | Neosauropoda |
|  |              |

|  | Omeisaurus     |
|  |                |
|  | Mamenchisaurus |
|  |                |

|  | Neosauropoda |
|  |              |

|  | Omeisaurus     |
|  |                |
|  | Mamenchisaurus |
|  |                |

|  | Neosauropoda |
|  |              |

|  | Omeisaurus     |
|  |                |
|  | Mamenchisaurus |
|  |                |

|  | Neosauropoda |
|  |              |

|  | Omeisaurus     |
|  |                |
|  | Mamenchisaurus |
|  |                |

|  | Neosauropoda |
|  |              |

|  | Vulcanodon    |
|  |               |
|  | Tazoudasaurus |
|  |               |

|  | Omeisaurus     |
|  |                |
|  | Mamenchisaurus |
|  |                |

|  | Neosauropoda |
|  |              |

|  | Omeisaurus     |
|  |                |
|  | Mamenchisaurus |
|  |                |

|  | Neosauropoda |
|  |              |

|  | Omeisaurus     |
|  |                |
|  | Mamenchisaurus |
|  |                |

|  | Neosauropoda |
|  |              |

|  | Omeisaurus     |
|  |                |
|  | Mamenchisaurus |
|  |                |

|  | Neosauropoda |
|  |              |

|  | Omeisaurus     |
|  |                |
|  | Mamenchisaurus |
|  |                |

|  | Neosauropoda |
|  |              |

|  | Omeisaurus     |
|  |                |
|  | Mamenchisaurus |
|  |                |

|  | Neosauropoda |
|  |              |

|  | Omeisaurus     |
|  |                |
|  | Mamenchisaurus |
|  |                |

|  | Neosauropoda |
|  |              |

|  | Omeisaurus     |
|  |                |
|  | Mamenchisaurus |
|  |                |

|  | Neosauropoda |
|  |              |

|  | Vulcanodon    |
|  |               |
|  | Tazoudasaurus |
|  |               |

|  | Omeisaurus     |
|  |                |
|  | Mamenchisaurus |
|  |                |

|  | Neosauropoda |
|  |              |

|  | Omeisaurus     |
|  |                |
|  | Mamenchisaurus |
|  |                |

|  | Neosauropoda |
|  |              |

|  | Omeisaurus     |
|  |                |
|  | Mamenchisaurus |
|  |                |

|  | Neosauropoda |
|  |              |

|  | Omeisaurus     |
|  |                |
|  | Mamenchisaurus |
|  |                |

|  | Neosauropoda |
|  |              |

|  | Omeisaurus     |
|  |                |
|  | Mamenchisaurus |
|  |                |

|  | Neosauropoda |
|  |              |

|  | Omeisaurus     |
|  |                |
|  | Mamenchisaurus |
|  |                |

|  | Neosauropoda |
|  |              |

|  | Omeisaurus     |
|  |                |
|  | Mamenchisaurus |
|  |                |

|  | Neosauropoda |
|  |              |

|  | Omeisaurus     |
|  |                |
|  | Mamenchisaurus |
|  |                |

|  | Neosauropoda |
|  |              |

|  | Vulcanodon    |
|  |               |
|  | Tazoudasaurus |
|  |               |

|  | Omeisaurus     |
|  |                |
|  | Mamenchisaurus |
|  |                |

|  | Neosauropoda |
|  |              |

|  | Omeisaurus     |
|  |                |
|  | Mamenchisaurus |
|  |                |

|  | Neosauropoda |
|  |              |

|  | Omeisaurus     |
|  |                |
|  | Mamenchisaurus |
|  |                |

|  | Neosauropoda |
|  |              |

|  | Omeisaurus     |
|  |                |
|  | Mamenchisaurus |
|  |                |

|  | Neosauropoda |
|  |              |

|  | Omeisaurus     |
|  |                |
|  | Mamenchisaurus |
|  |                |

|  | Neosauropoda |
|  |              |

|  | Omeisaurus     |
|  |                |
|  | Mamenchisaurus |
|  |                |

|  | Neosauropoda |
|  |              |

|  | Omeisaurus     |
|  |                |
|  | Mamenchisaurus |
|  |                |

|  | Neosauropoda |
|  |              |

|  | Omeisaurus     |
|  |                |
|  | Mamenchisaurus |
|  |                |

|  | Neosauropoda |
|  |              |

|  | Vulcanodon    |
|  |               |
|  | Tazoudasaurus |
|  |               |

|  | Omeisaurus     |
|  |                |
|  | Mamenchisaurus |
|  |                |

|  | Neosauropoda |
|  |              |

|  | Omeisaurus     |
|  |                |
|  | Mamenchisaurus |
|  |                |

|  | Neosauropoda |
|  |              |

|  | Omeisaurus     |
|  |                |
|  | Mamenchisaurus |
|  |                |

|  | Neosauropoda |
|  |              |

|  | Omeisaurus     |
|  |                |
|  | Mamenchisaurus |
|  |                |

|  | Neosauropoda |
|  |              |

|  | Omeisaurus     |
|  |                |
|  | Mamenchisaurus |
|  |                |

|  | Neosauropoda |
|  |              |

|  | Omeisaurus     |
|  |                |
|  | Mamenchisaurus |
|  |                |

|  | Neosauropoda |
|  |              |

|  | Omeisaurus     |
|  |                |
|  | Mamenchisaurus |
|  |                |

|  | Neosauropoda |
|  |              |

|  | Omeisaurus     |
|  |                |
|  | Mamenchisaurus |
|  |                |

|  | Neosauropoda |
|  |              |

|  | Vulcanodon    |
|  |               |
|  | Tazoudasaurus |
|  |               |

|  | Omeisaurus     |
|  |                |
|  | Mamenchisaurus |
|  |                |

|  | Neosauropoda |
|  |              |

|  | Omeisaurus     |
|  |                |
|  | Mamenchisaurus |
|  |                |

|  | Neosauropoda |
|  |              |

|  | Omeisaurus     |
|  |                |
|  | Mamenchisaurus |
|  |                |

|  | Neosauropoda |
|  |              |

|  | Omeisaurus     |
|  |                |
|  | Mamenchisaurus |
|  |                |

|  | Neosauropoda |
|  |              |

|  | Omeisaurus     |
|  |                |
|  | Mamenchisaurus |
|  |                |

|  | Neosauropoda |
|  |              |

|  | Omeisaurus     |
|  |                |
|  | Mamenchisaurus |
|  |                |

|  | Neosauropoda |
|  |              |

|  | Omeisaurus     |
|  |                |
|  | Mamenchisaurus |
|  |                |

|  | Neosauropoda |
|  |              |

|  | Omeisaurus     |
|  |                |
|  | Mamenchisaurus |
|  |                |

|  | Neosauropoda |
|  |              |

|  | Vulcanodon    |
|  |               |
|  | Tazoudasaurus |
|  |               |

|  | Omeisaurus     |
|  |                |
|  | Mamenchisaurus |
|  |                |

|  | Neosauropoda |
|  |              |

|  | Omeisaurus     |
|  |                |
|  | Mamenchisaurus |
|  |                |

|  | Neosauropoda |
|  |              |

|  | Omeisaurus     |
|  |                |
|  | Mamenchisaurus |
|  |                |

|  | Neosauropoda |
|  |              |

|  | Omeisaurus     |
|  |                |
|  | Mamenchisaurus |
|  |                |

|  | Neosauropoda |
|  |              |

|  | Omeisaurus     |
|  |                |
|  | Mamenchisaurus |
|  |                |

|  | Neosauropoda |
|  |              |

|  | Omeisaurus     |
|  |                |
|  | Mamenchisaurus |
|  |                |

|  | Neosauropoda |
|  |              |

|  | Omeisaurus     |
|  |                |
|  | Mamenchisaurus |
|  |                |

|  | Neosauropoda |
|  |              |

|  | Omeisaurus     |
|  |                |
|  | Mamenchisaurus |
|  |                |

|  | Neosauropoda |
|  |              |

|  | Vulcanodon    |
|  |               |
|  | Tazoudasaurus |
|  |               |

|  | Omeisaurus     |
|  |                |
|  | Mamenchisaurus |
|  |                |

|  | Neosauropoda |
|  |              |

|  | Omeisaurus     |
|  |                |
|  | Mamenchisaurus |
|  |                |

|  | Neosauropoda |
|  |              |

|  | Omeisaurus     |
|  |                |
|  | Mamenchisaurus |
|  |                |

|  | Neosauropoda |
|  |              |

|  | Omeisaurus     |
|  |                |
|  | Mamenchisaurus |
|  |                |

|  | Neosauropoda |
|  |              |

|  | Omeisaurus     |
|  |                |
|  | Mamenchisaurus |
|  |                |

|  | Neosauropoda |
|  |              |

|  | Omeisaurus     |
|  |                |
|  | Mamenchisaurus |
|  |                |

|  | Neosauropoda |
|  |              |

|  | Omeisaurus     |
|  |                |
|  | Mamenchisaurus |
|  |                |

|  | Neosauropoda |
|  |              |

|  | Omeisaurus     |
|  |                |
|  | Mamenchisaurus |
|  |                |

|  | Neosauropoda |
|  |              |

|  | Vulcanodon    |
|  |               |
|  | Tazoudasaurus |
|  |               |

|  | Omeisaurus     |
|  |                |
|  | Mamenchisaurus |
|  |                |

|  | Neosauropoda |
|  |              |

|  | Omeisaurus     |
|  |                |
|  | Mamenchisaurus |
|  |                |

|  | Neosauropoda |
|  |              |

|  | Omeisaurus     |
|  |                |
|  | Mamenchisaurus |
|  |                |

|  | Neosauropoda |
|  |              |

|  | Omeisaurus     |
|  |                |
|  | Mamenchisaurus |
|  |                |

|  | Neosauropoda |
|  |              |

|  | Omeisaurus     |
|  |                |
|  | Mamenchisaurus |
|  |                |

|  | Neosauropoda |
|  |              |

|  | Omeisaurus     |
|  |                |
|  | Mamenchisaurus |
|  |                |

|  | Neosauropoda |
|  |              |

|  | Omeisaurus     |
|  |                |
|  | Mamenchisaurus |
|  |                |

|  | Neosauropoda |
|  |              |

|  | Omeisaurus     |
|  |                |
|  | Mamenchisaurus |
|  |                |

|  | Neosauropoda |
|  |              |

## Tafonomie
De vindplaats te Toundoute werd aan een gedetailleerd stratigrafisch, sedimentologisch en paleo-ecologisch onderzoek onderworpen om vast te kunnen stellen hoe de beenderhoudende sedimenten gevormd werden. Zowel de bovenste (To1' en To1/Pt of B) als de onderste beenderlaag (To2 of A) werden gevormd door typische modderstromen (mudflows) die de kadavers van Tazoudasaurus snel begroeven, waardoor de beenderen niet aan erosie blootgesteld werden, en er dus meer kans was op fossilisatie. Vergeleken met de afzettingen die gevormd werden in stroomkanalen en op overstromingsvlaktes, vastgesteld in de andere continentale sedimenten van de Toundoute Continental Series, zijn modderstromen er uitzonderlijke gebeurtenissen.
De bovenste beenderlaag heeft een dikte van drie tot vier meter en maakt een hoek van 45° naar het noordwesten. Omdat het meestal bedekt wordt door een zandsteenlaag van vier meter dikte, werden enkel het dagzomende deel van de beenderlaag en de onmiddellijke omgeving onderzocht. De onderzochte dagzoom is ongeveer 250 meter lang en nagenoeg over heel de lengte fossielhoudend. Het bevatte meer dan zeshonderd beenderen. Deze werden waarschijnlijk ten gevolge van de zwaartekracht aan de basis van de beenderlaag geconcentreerd. De beenderen vertonen geen dominante oriëntering en kunnen verticaal in het sediment voorkomen. Zulke variabele oriëntering werd niet door de werking van dieren of door diagenese veroorzaakt. Het vertegenwoordigt de initiële oriëntering van de beenderen tijdens hun inbedding in het sediment. Vele beenderen werden in anatomisch verband gevonden, waaronder schedelbeenderen, ruggenwervels, reeksen staartwervels, bekkenbeenderen en een gedeeltelijke achterpoot. De meeste beenderen van zowel jonge als volwassen dieren zijn niet gebroken of geërodeerd en werden door elkaar gegooid. Dit wijst erop dat ze niet ver van de plaats van afsterven als afzonderlijke beenderen of als kadavers aangevoerd werden. Sommige beenderen zijn aangetast door beweging in het sediment na de inbedding, maar ze zijn niet vervormd.
In de bovenste beenderlaag werden geen kleine gewervelden en/of microfossielen aangetroffen, wel resten van hout. Er werden beenderen van slechts twee taxa dinosauriërs gevonden, de meeste behoren toe aan Tazoudasaurus. Het tweede taxon is een basale abelisauroide theropode (Berberosaurus liassicus), vertegenwoordigd door twee rechterdijbeenderen. Van deze abelisauroide werden slechts zes andere beenderen gevonden. Deze zijn geassocieerd met een van de twee dijbeenderen, zodat het aantal abelisauriërs op twee komt. Het bepalen van het precieze aantal individuen Tazoudasaurus is moeilijker. Volgens het aantal en de afmetingen van de gevonden dijbeenderen komen in de bovenste beenderlaag minstens drie volwassen dieren voor, meer waarschijnlijk vier volgens de afmetingen en de locatie van het reusachtige opperarmbeen Pt1. Beenderen van jonge dieren zijn minder talrijk. Volgens de lengte van opperarmbeen To1-93 (185 mm) en de lengte van ellepijp To1-374 (220 mm) zijn er minstens twee jonge dieren vertegenwoordigd. In de bovenste beenderlaag werden dus minstens zes individuen Tazoudasaurus gevonden, van jonge tot volwassen dieren. In een paper van 2010, toen ongeveer een vijfde van de beschikbare beenderen bestudeerd was, vermelden Peyer & Allain minstens tien jonge tot volwassen dieren in de Toundoute continental series.
De bovenste beenderlaag werd ogenblikkelijk gevormd, in een zeer korte tijdsperiode. De modderstroom waarin deze dieren gevonden werden wordt verondersteld de doodsoorzaak te zijn. Zij werden erdoor gedood en meegesleurd. De aanwezigheid van zes dieren geeft aan dat Tazoudasaurus een kuddevormend dier was en dat de kudde uit heel jonge tot volwassen exemplaren bestond. Mogelijk was Tazoudasaurus een van de prooidieren van de abelisauriër die in dezelfde beenderlaag voorkomt.